# Manca Juvan
Manca Juvan (Hessabi) slovenska reportažna fotografinja, * 20. junij 1981, Trbovlje.
Manca Juvan je kot neodvisna reportažna fotografinja delala v Afganistanu, Venezueli, Iranu, na Tajskem in drugod. Leta 2005 in 2006 je za svoje delo dobila pohvali Društva novinarjev Slovenije, trikrat zapored - od leta 2006 do 2008 - zmagala na natečaju za Fotografijo leta ter bila leta 2008 nominirana za sodelovanje z World Press Photo. Leta 2011 ji dobila štipendijo fundacije iz New Yorka. Njena razstava Afganistan: neobičajna življenja je bila leta 2010 postavljena tudi v Moderni galeriji v Ljubljani. in izšla v fotomonografiji.
Skupaj z novinarko Sašo Petejan in zgodovinarko Uršo Strle je v prostem času dve leti pripravljala raziskavo, v okviru katere so avtorice skupaj obiskale lokacije italijanskih fašističnih koncentracijskih taborišč na Rabu, v Gonarsu, Viscu, Renicciju in Chiesanuovi ter v Sloveniji posnele intervjuje z redkimi še živečimi nekdanjimi interniranci in njihovimi svojci. Rezultati projekta so bili predstavljeni v Ljubljani v Muzeju novejše zgodovine na razstavi Zadnji pričevalci in na internetu, nato pa še v Kopru, Starem trgu pri Ložu in ob mednarodnem dnevu spomina na holokavst v slovenskem parlamentu.